# آلبا پاریتی
آلبا پاریتی (انگلیسی: Alba Parietti؛ زادهٔ ۲ ژوئیهٔ ۱۹۶۱) بازیگر، مجری تلویزیون اهل ایتالیا است. وی از سال ۱۹۷۷ میلادی تاکنون مشغول فعالیت بوده است. آلبا پاریتی در فوریه ۱۹۹۲ در کنار پیپو بائودو در سانرمو میزبان جشنواره موسیقی سانرمو بود.
از فیلم‌ها یا مجموعه‌های تلویزیونی که وی در آن‌ها نقش داشته‌است، می‌توان به پاپاراتزی اشاره نمود.